# Атрей, или Микенянки
«Атрей, или Микенянки» — трагедия древнегреческого драматурга Софокла (V век до н. э.) на тему мифов о Пелопидах, текст которой почти полностью утрачен.
Главные герои пьесы — сыновья Пелопа Атрей и Фиест, враждовавшие из-за царской власти над Микенами. От всего текста сохранился только один фрагмент в три строки — по-видимому, часть реплики Атрея: «Клянусь // Той трусостью, которой вскормлен он — // Женоподобный, что мужчин врагами // Иметь дерзает!». Латинскую переработку этой трагедии создал во II веке до н. э. Луций Акций, но и её текст утрачен практически полностью.